# Komórka (telekomunikacja)

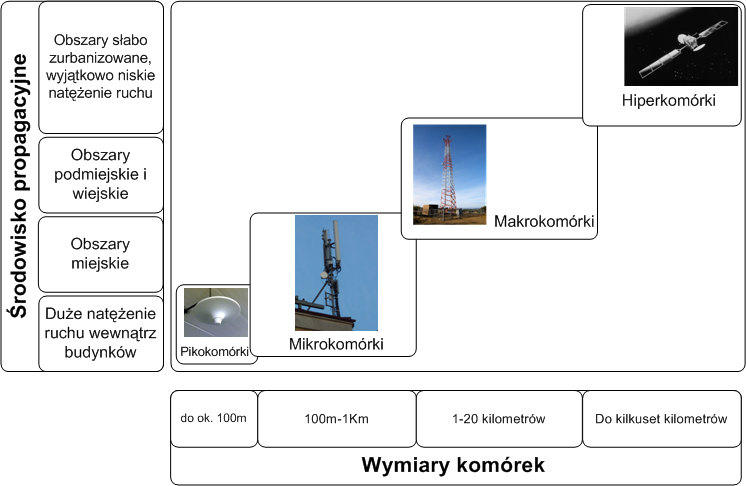
Porównanie komórek zdefiniowanych dla interfejsu radiowego systemu UMTS

Komórka – w systemach telekomunikacyjnej łączności bezprzewodowej obszar dominacji sygnału radiowego emitowanego przez jedną stację bazową. Wielkości komórek są różne, w zależności od zaludnienia i ukształtowania terenu.
Ze względu na wielkość wyróżnia się:
- megakomórki – obsługiwane przez satelitę,
- makrokomórki – na obszarach słabo zaludnionych (poza miastem); promień – kilkanaście kilometrów,
- mikrokomórki – na obszarach gęsto zaludnionych (miasta); promień – kilkaset metrów do kilku kilometrów,
- pikokomórki – wewnątrz budynków (często sieci wewnętrzne).